# Thời trang Lolita

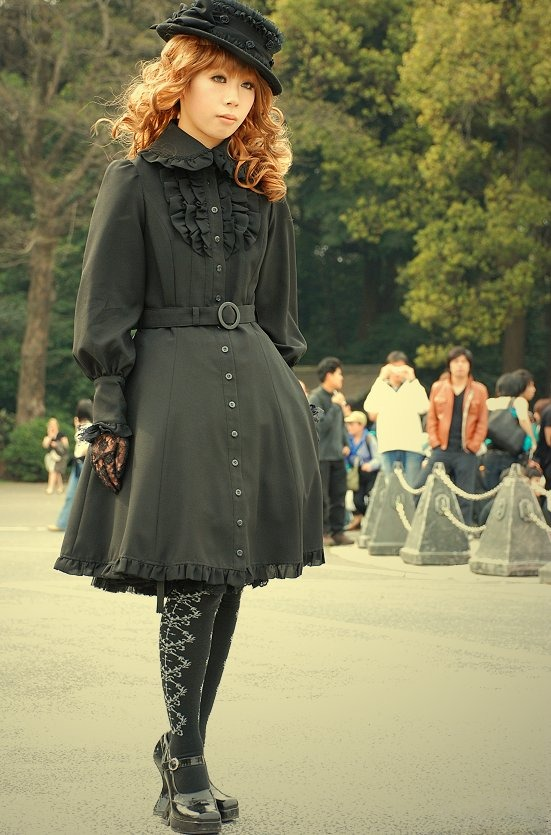
Một phụ nữ Nhật Bản mặc một chiếc váy dựa trên phong cách thời trang Lolita.

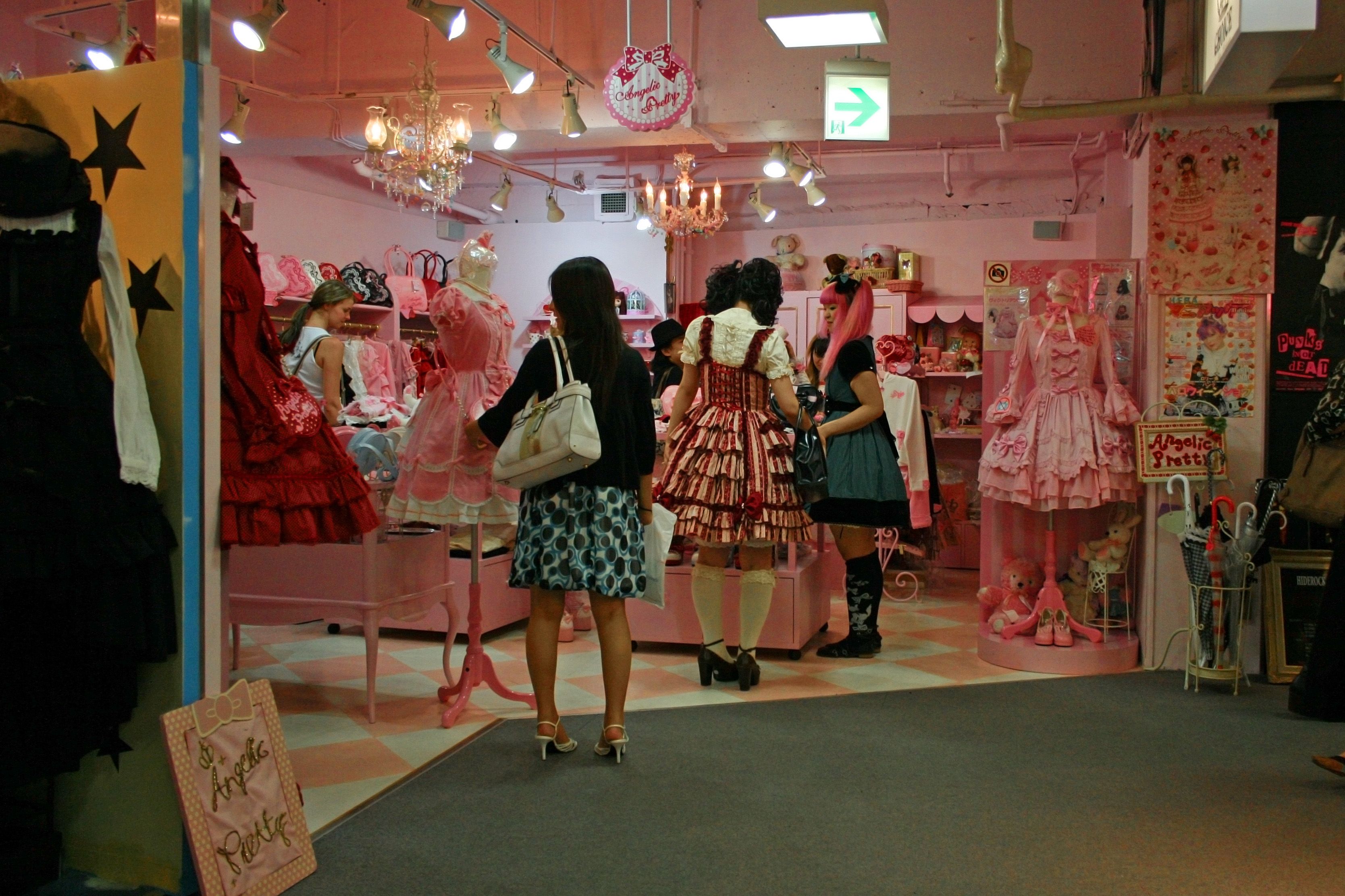
Một cửa hàng ở Tokyo bán quần áo phong cách Lolita.

Thời trang Lolita (ロリータ・ファッション rorīta fasshon) là một tiểu văn hóa thời trang có nguồn gốc từ Nhật Bản chịu ảnh hưởng rất lớn từ quần áo và phong cách thời Victoria từ thời Rococo. Một đặc điểm rất đặc trưng của thời trang Lolita là nét thẩm mỹ của sự dễ thương. Tiểu văn hóa trang phục này có thể được phân loại thành ba phong cách chính: gothic, cổ điển và ngọt ngào. Nhiều phong cách khác như thủy thủ, quê hương, hime (công chúa), guro (lập dị), Qi và Wa (dựa trên trang phục truyền thống của Trung Quốc và Nhật Bản), punk, shiro; (trắng), kuro (đen) và Steampunk Lolita cũng tồn tại. Phong cách này đã phát triển thành một tiểu văn hóa được theo đuổi rộng rãi ở Nhật Bản và các quốc gia khác trong những năm 1990 và 2000 và có thể đã suy yếu ở Nhật Bản vào những năm 2010 khi thời trang trở nên chủ đạo hơn.

## Mô tả
Đặc điểm chính của phong cách Lolita là khối lượng của váy, được tạo ra bằng cách mặc váy lót hoặc crinoline. Váy có thể là hình chuông hoặc hình Aline. Các thành phần của tủ quần áo lithi bao gồm chủ yếu là áo cánh (tay dài hoặc ngắn) với váy hoặc váy, thường đến đầu gối. Lolitas thường xuyên đội tóc giả kết hợp với các loại mũ khác như nơ tóc hoặc nắp ca-pô (tương tự như nắp ca-pô Poke). Lolitas cũng có thể mặc các ngăn kéo theo phong cách Victoria dưới váy lót của họ. Để có hiệu quả hơn nữa, một số Lolitas sử dụng vớ đầu gối, vớ mắt cá chân hoặc quần bó cùng với giày cao gót hoặc giày đế bằng có nơ. Hàng may mặc Lolita điển hình khác là một jumperskirt (JSK) và một mảnh (OP).

## Lịch sử
Mặc dù nguồn gốc của thời trang là không rõ ràng vào cuối những năm 1970 một phong trào mới, được gọi là otome-Kei được thành lập, mà hơi ảnh hưởng đến thời trang Lolita kể từ khi Otome có nghĩa là cô gái và phong cách cô gái trông giống như một phong cách Lolita xây dựng ít hơn. Trước khi Otome-Kei nổi lên, đã có một sự trỗi dậy của văn hóa dễ thương trong những năm 70 trước đó; trong đó có sự nhấn mạnh cao về chữ viết tay dễ thương và trẻ con trong các trường học Nhật Bản. Kết quả là công ty Sanrio bắt đầu thử nghiệm với các thiết kế dễ thương. Phong cách dễ thương, được gọi là phong cách Kawaii, trở nên phổ biến trong những năm 1980. Sau Otome-Kei, hành vi do-It-Yourself trở nên phổ biến, dẫn đến sự nổi lên của một phong cách mới gọi là ' búp bê-Kei ', người tiền nhiệm của trang phục Lolita.
Trong những năm 1977 – 1998, một phần lớn của khu mua sắm Harajuku đóng cửa cho lưu lượng xe vào ngày chủ nhật. Kết quả là sự tăng tương tác giữa người đi bộ ở Harajuku. Khi các thương hiệu như Pink House (Ja) (1973), Milk (1970), và Angelic Pretty (1979) đã bắt đầu bán quần áo dễ thương, kết quả là một phong cách mới, mà sau này sẽ được gọi là ' Lolita '. Thuật ngữ Lolita xuất hiện lần đầu trong tạp chí thời trang Ryukou Tsushin trong vấn đề ngày 1987 tháng 9. Ngay sau đó Baby, The Stars Shine Bright (1988), metamorphose temps de fille (1993), và các nhãn hiệu khác nổi lên. Trong những năm 1990, Lolita trở nên chấp nhận hơn, với các ban nhạc như malice Mizer và visualkei khác nổi tiếng. Những thành viên ban nhạc mặc quần áo xây dựng mà người hâm mộ bắt đầu áp dụng. Trong thời gian này Nhật Bản đã trải qua một trầm cảm kinh tế, dẫn đến sự tăng lên trong các thanh niên thay thế và các nền văn hóa thời trang như gyaru, Otaku, Visual kei, và Lolita, cũng như các bộ quần áo lấy cảm hứng từ visualkei như Mori, Fairy Kei và decora phong cách Lolita lây lan một cách nhanh chóng từ vùng Kansai và cuối cùng đến Tokyo, [cần dẫn nguồn] một phần là do những khó khăn kinh tế đã có một sự tăng trưởng lớn trong các nền văn hóa dễ thương và thanh niên có nguồn gốc từ các seventies. Vào cuối những năm 90, Jingu Bashi (còn gọi là cầu Harajuku) được gọi là nơi gặp gỡ dành cho thanh thiếu niên mặc Lolita và thời trang thay thế khác, và Lolita trở nên phổ biến hơn gây ra một loạt các kho bán thời trang Lolita. Các tạp chí quan trọng góp phần vào sự lây lan của phong cách thời trang là Gothic & Lolita Bible (2001), một spin-off của tạp chí thời trang Nhật Bản phổ biến KERA (Ja) (1998), và trái cây (1997). Đó là khoảng thời gian này khi lãi suất và nhận thức của Lolita thời trang bắt đầu vào các nước bên ngoài của Nhật Bản, với The Gothic & Lolita Bible được dịch ra tiếng Anh, phân phối bên ngoài của Nhật Bản thông qua các nhà xuất bản Tokyopop, và trái cây xuất bản một Cuốn sách ảnh tiếng Anh thời trang đường phố Nhật Bản trong 2001. Khi phong cách trở nên phổ biến rộng rãi hơn thông qua Internet, nhiều cửa hàng mở ra ở nước ngoài, như Baby, The Stars Shine Bright ở Paris (2007) và ở New York (2014).
Theo thời gian, những thanh niên tụ tập ở Harajuku hoặc tại cầu Harajuku đã biến mất. Một lời giải thích có thể là việc giới thiệu thời trang nhanh từ các nhà bán lẻ H & M và Forever 21 đã gây ra sự giảm tiêu thụ thời trang đường phố. FRUiTS đã ngừng xuất bản trong khi Kinh thánh Gothic & Lolita bị đình chỉ vào năm 2017.

## Bộ sưu tập

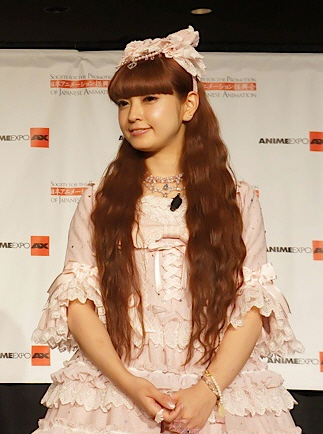
Hime Lolita (Misako Aoki)
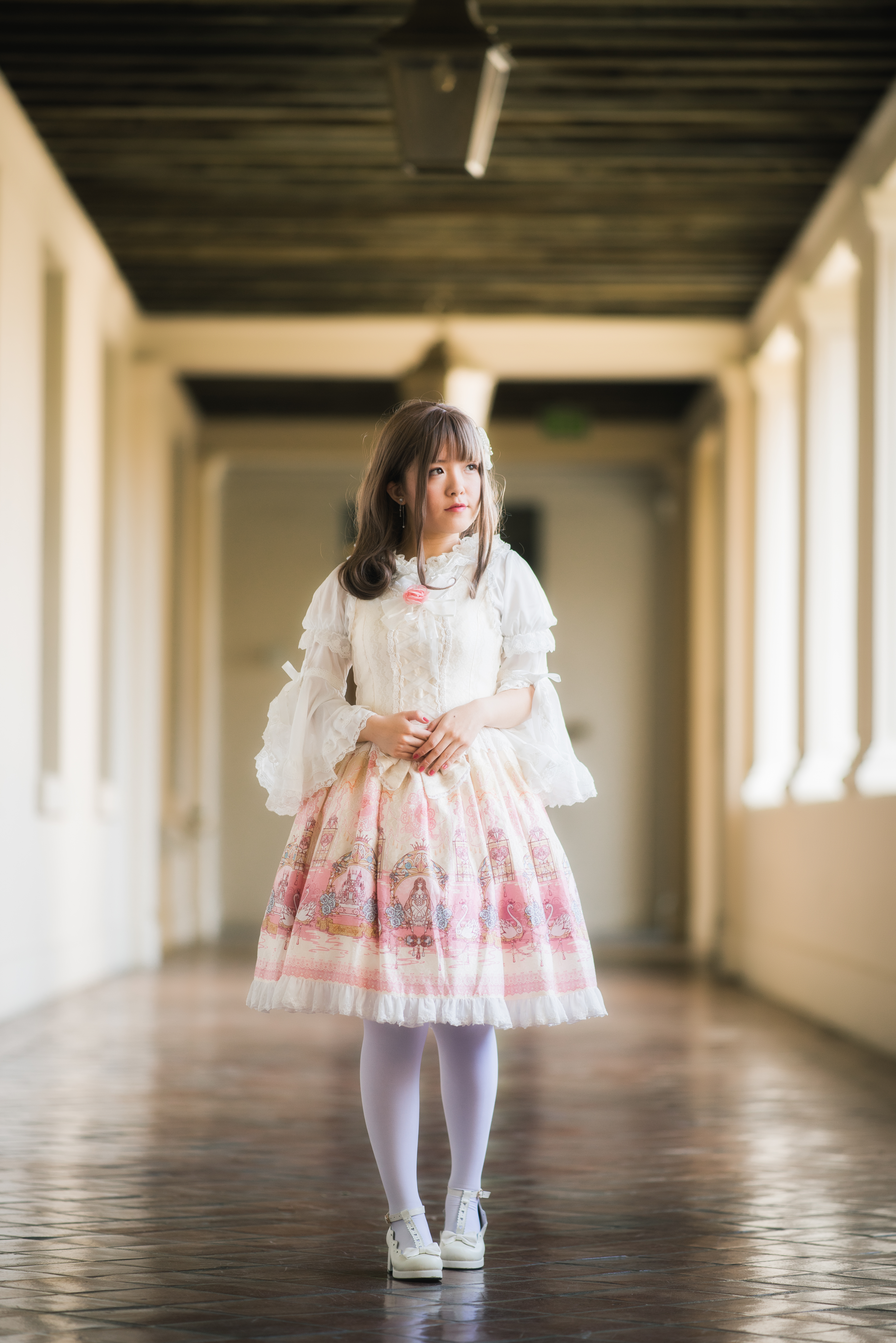
Classic Lolita
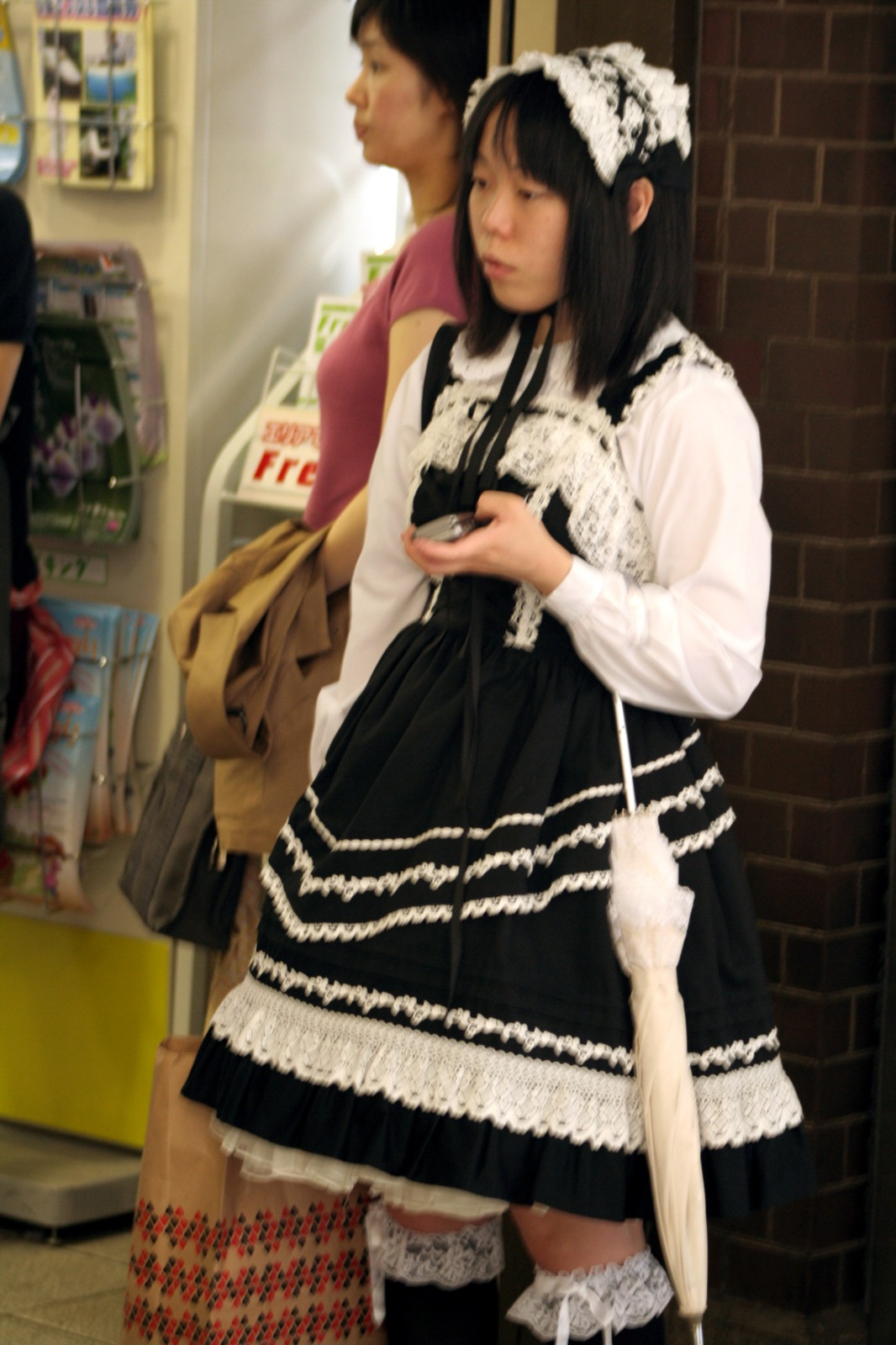
Old school Lolita
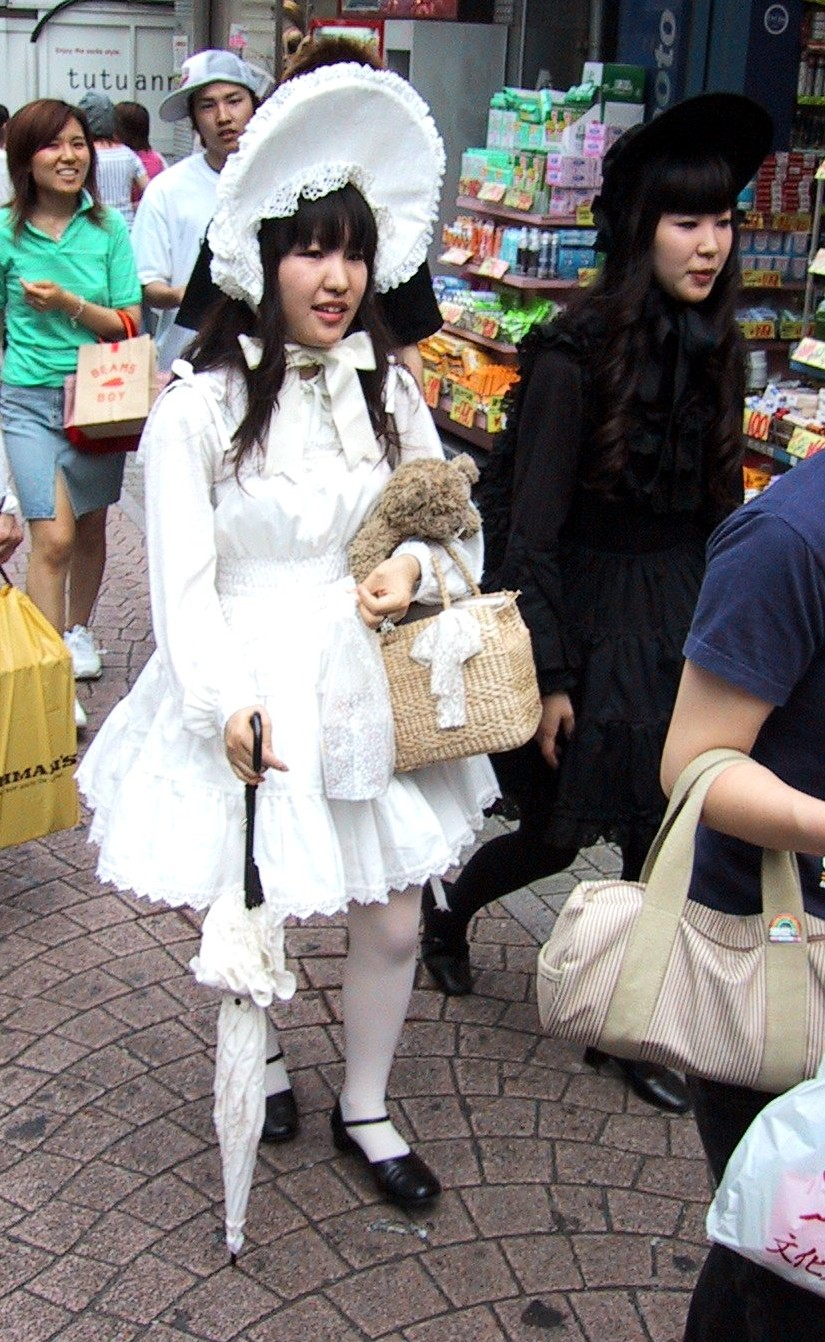
Shiro/White Lolita (bên trái) và Kuro/Black Lolita (bên phải)
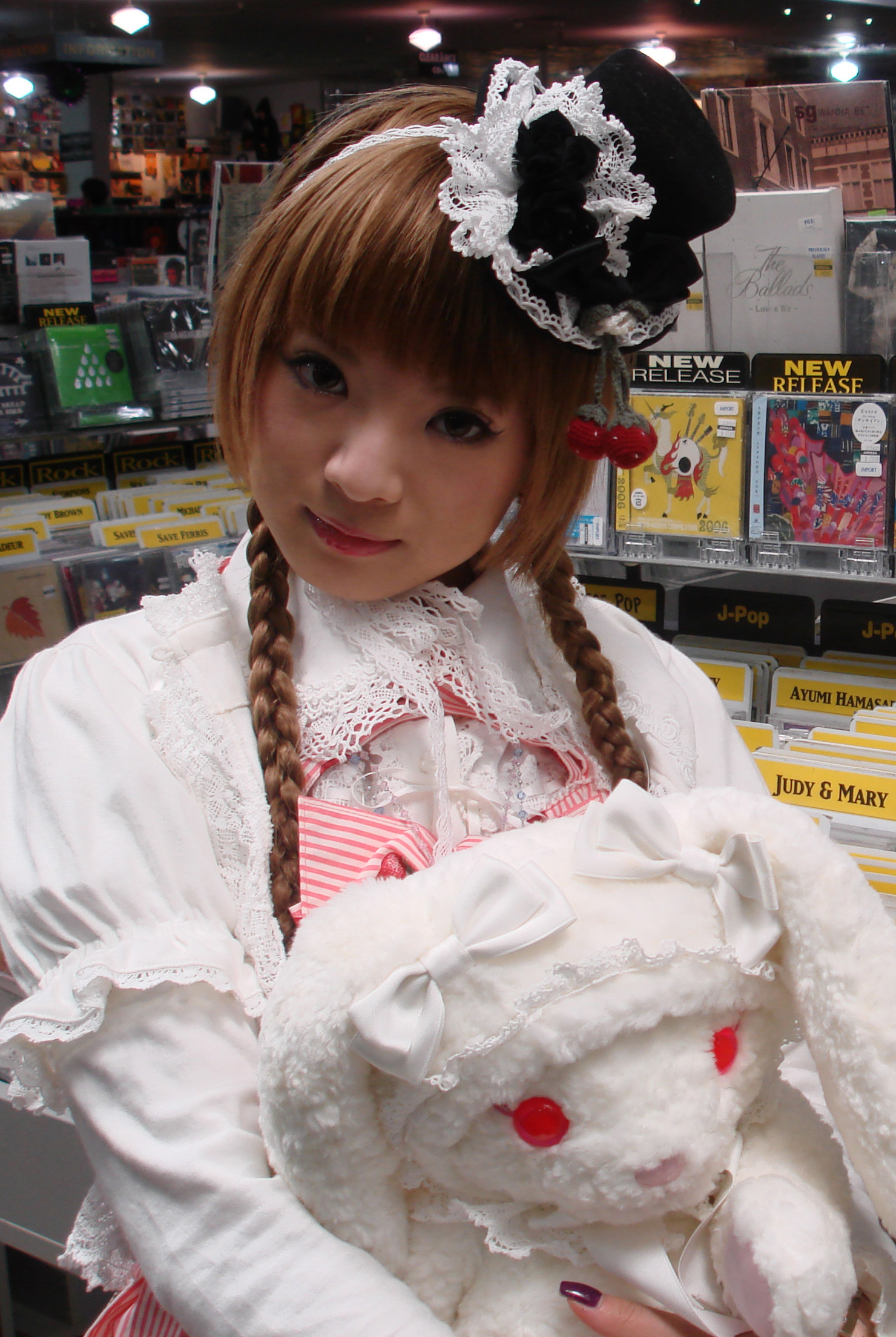
Sweet Lolita (Nana Kitade)
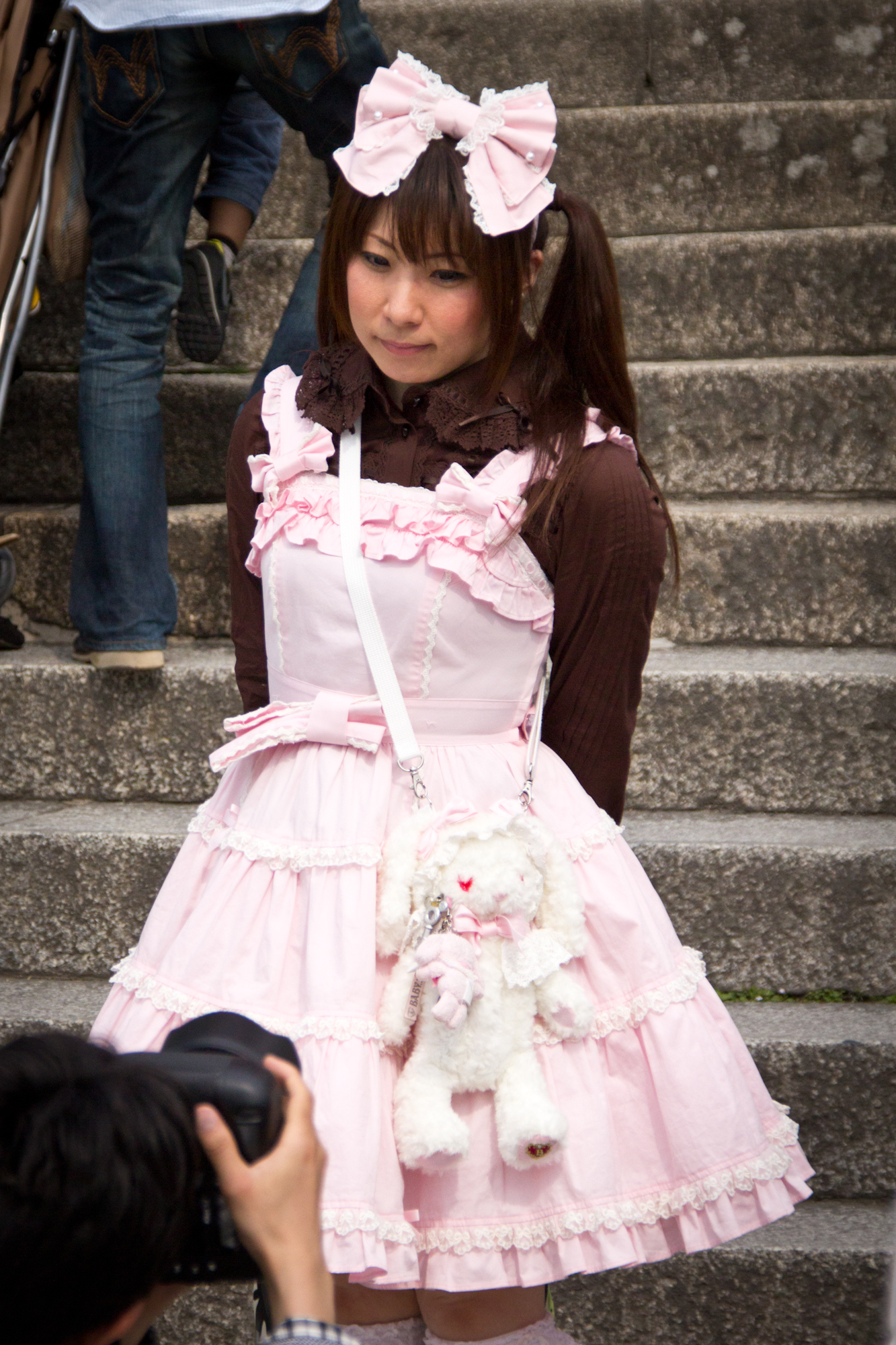
Sweet Lolita
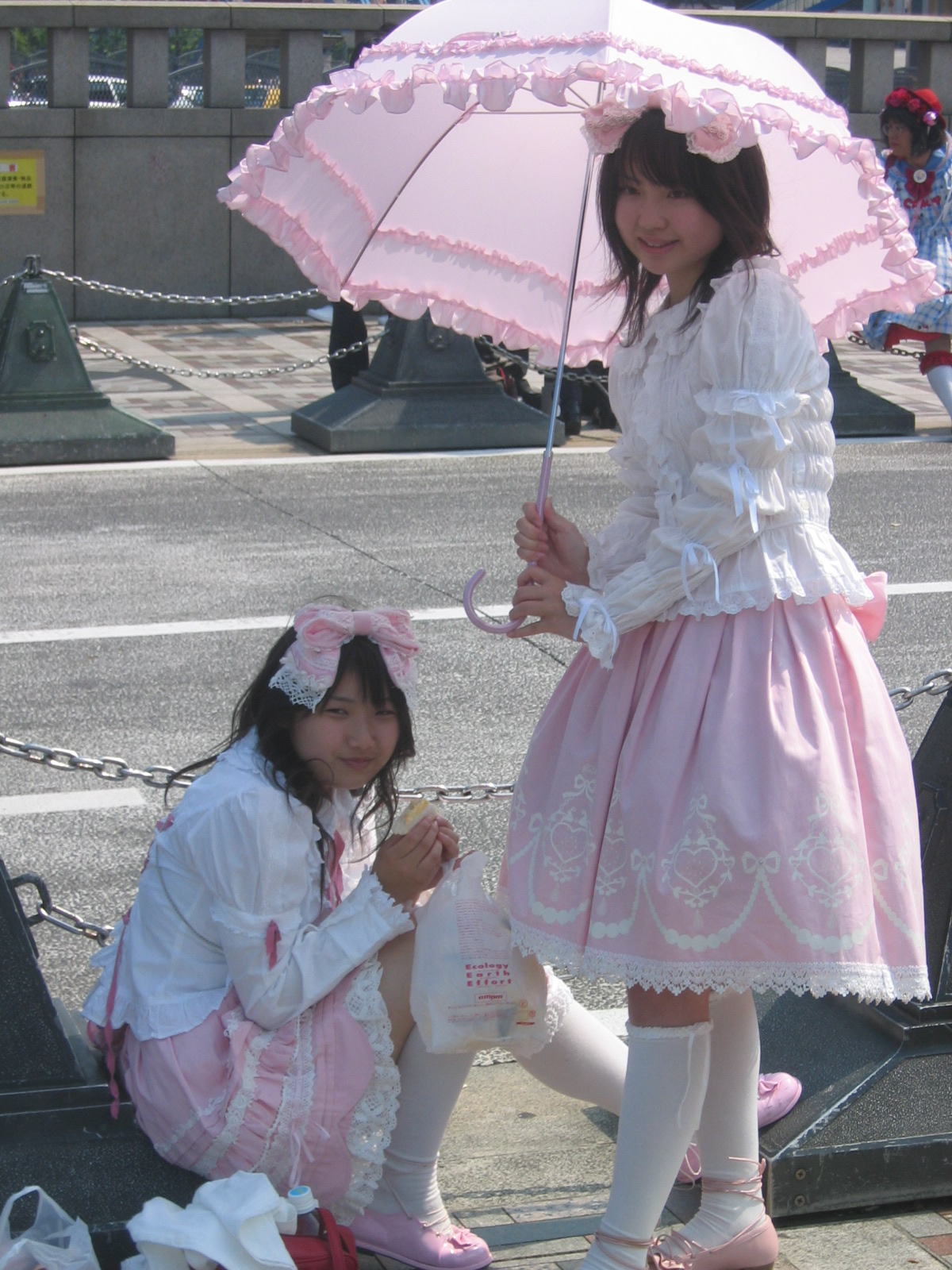
Sweet Lolita
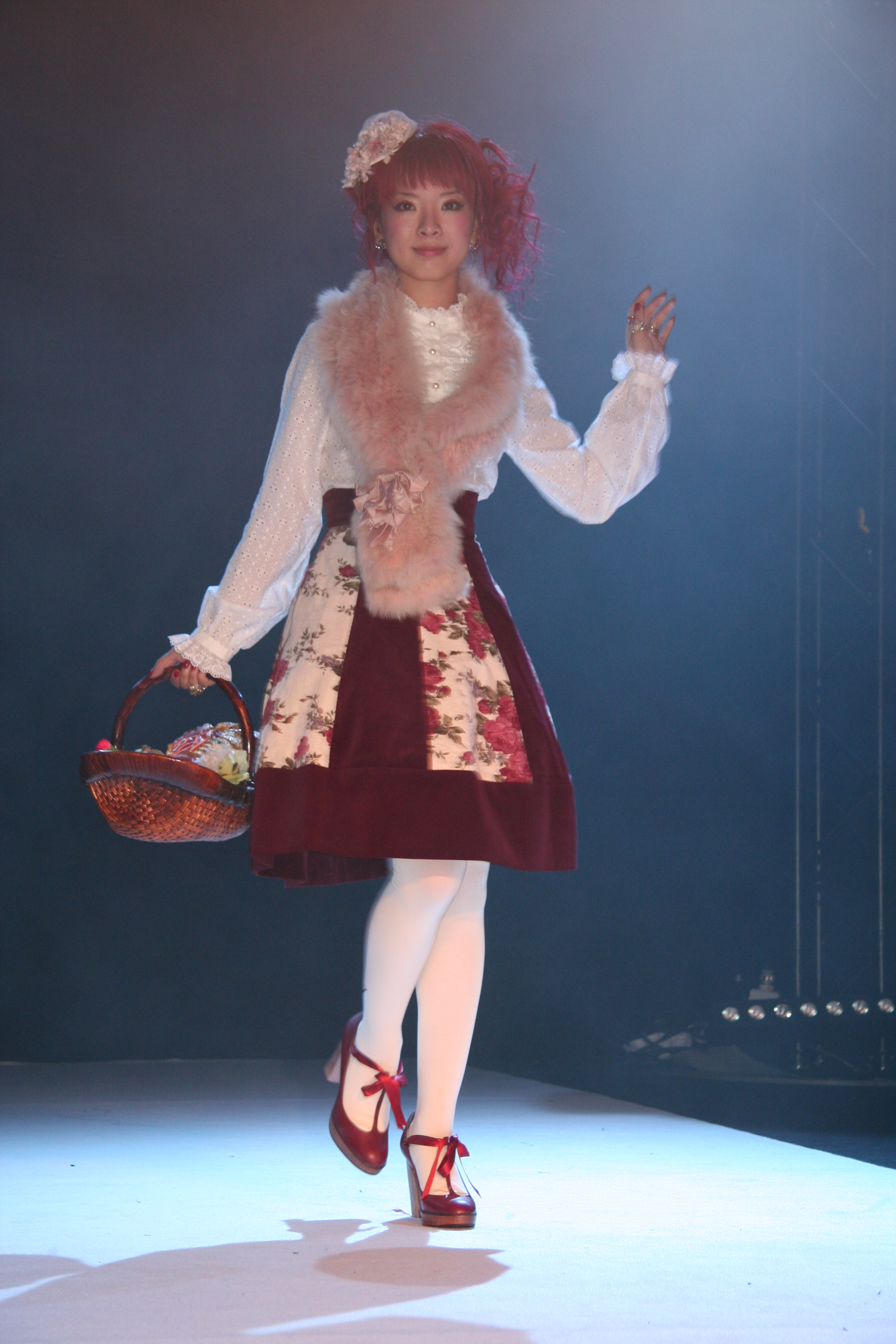
Country Lolita (Nana Kitade)
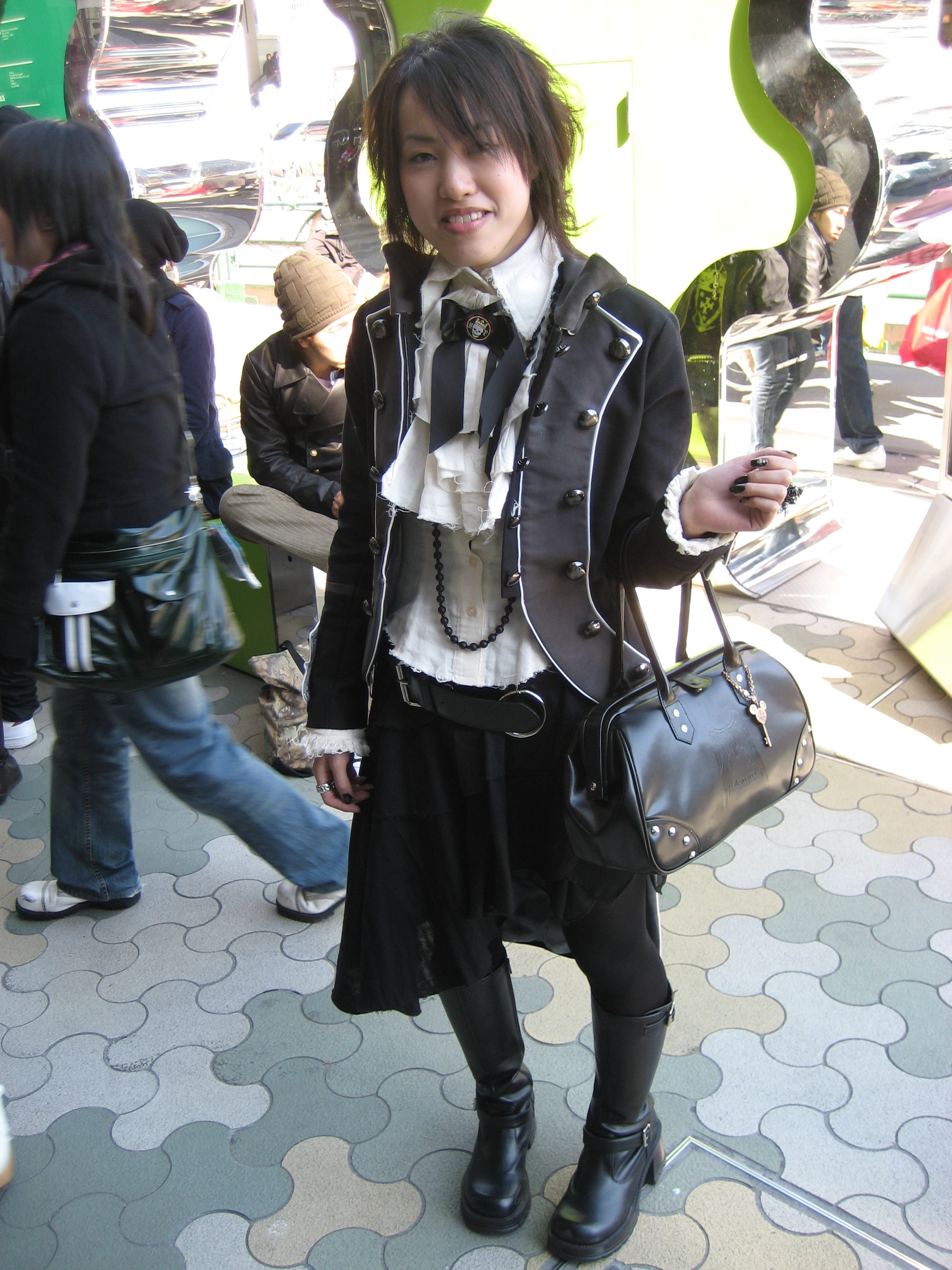
Pirate Lolita
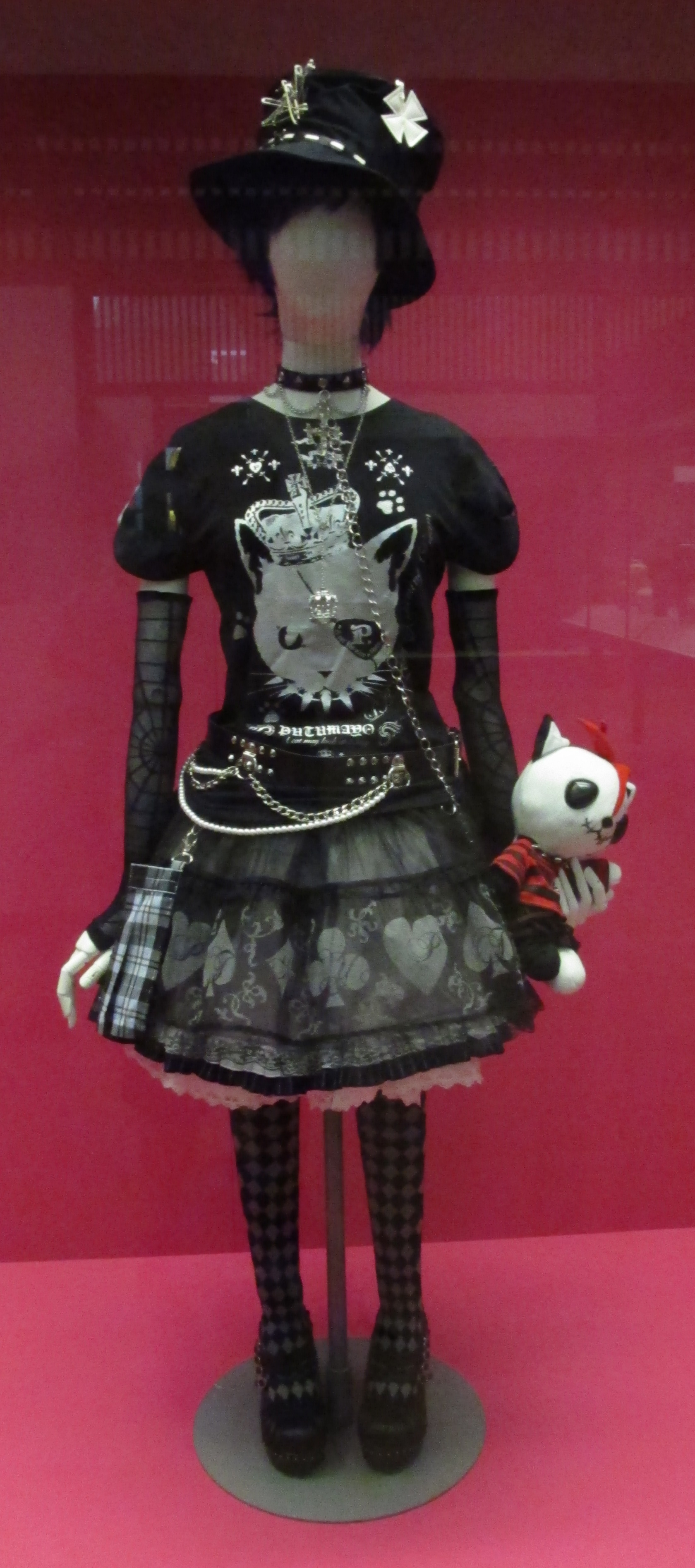
Punk Lolita
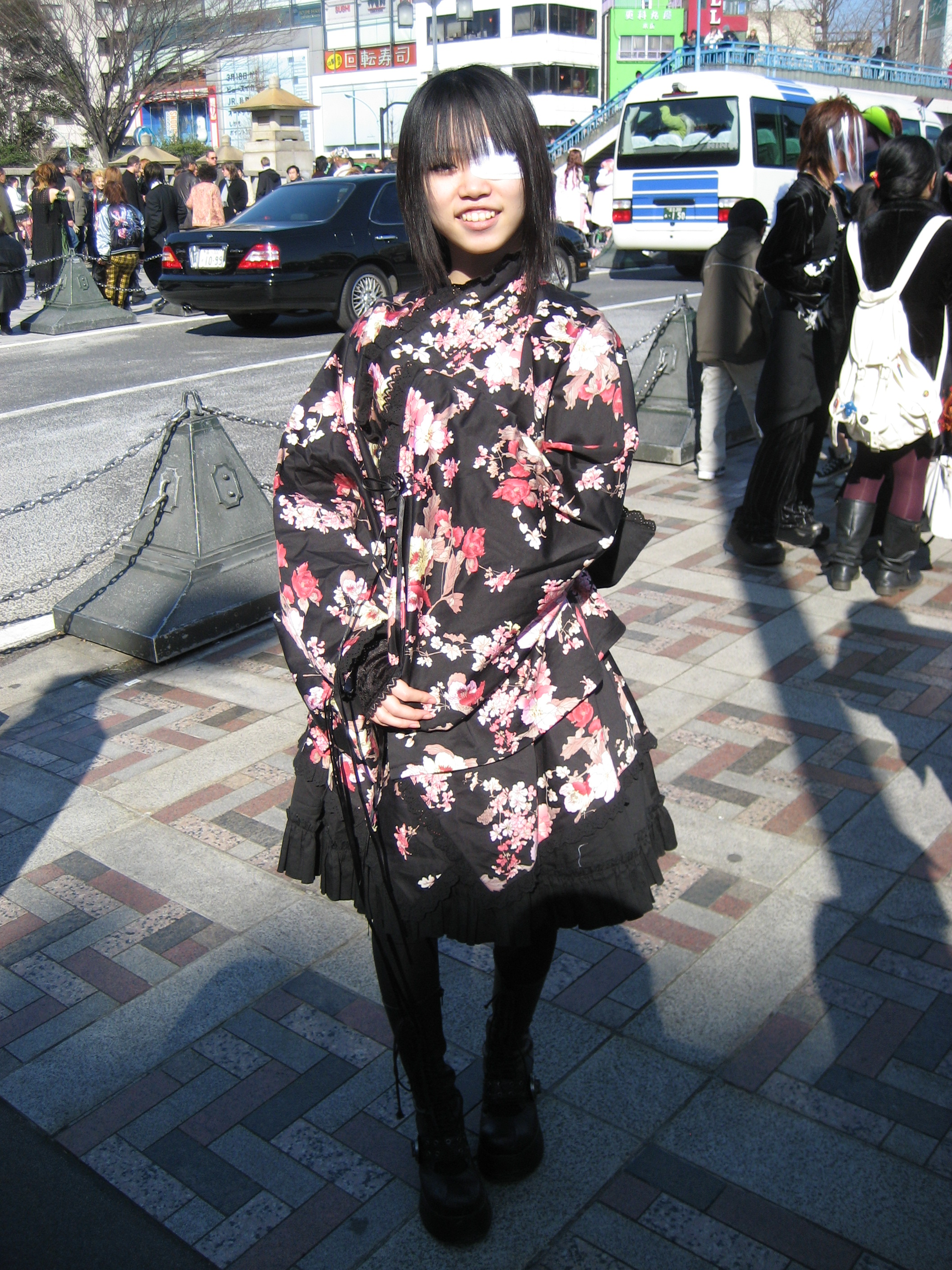
Wa-Lolita với các đặc điểm của Guro Lolita (băng che mắt)
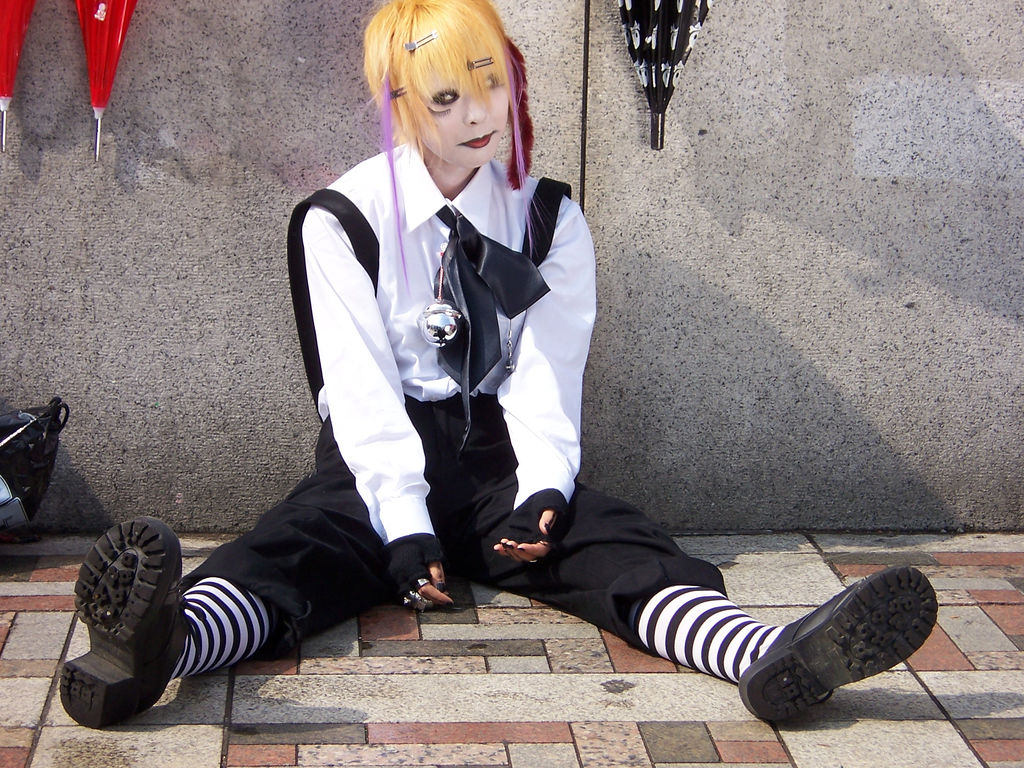
Ouji (một kiểu thời gian tương tự nhưng vẻ ngoài nam tính hơn)